# Kevin Schwantz

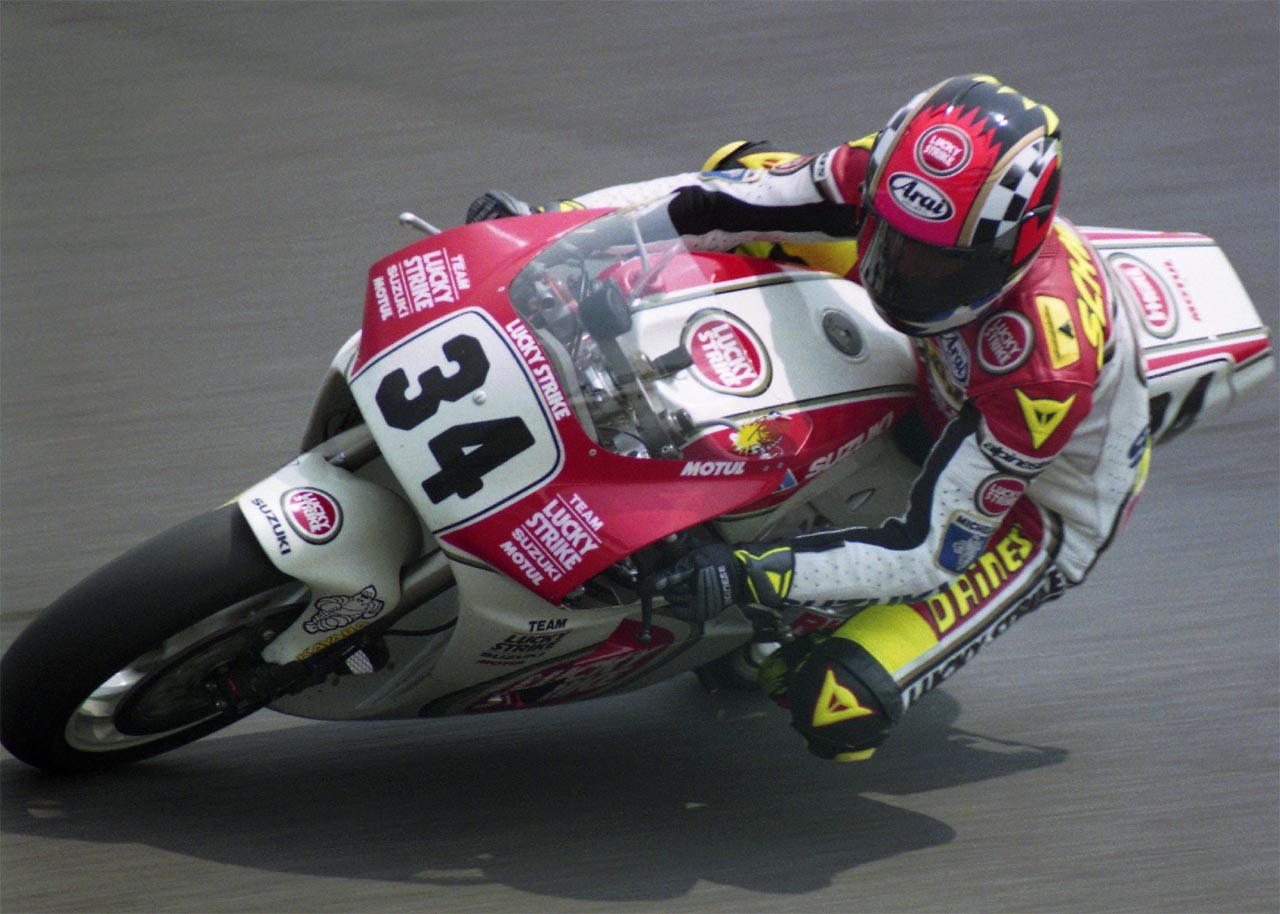
Kevin Schwantz 500cc Suzuka 1993

Kevin Schwantz (Houston (Texas), 19 juni 1964) is een Amerikaans wegracecoureur. 

## Biografie
De carrière van Schwantz in de 500c duurde van 1986 tot 1995, toen een blessure hem dwong te stoppen. Daarbij kwam dat hij het moeilijk vond zich nog te motiveren omdat zijn landgenoot en rivaal Wayne Rainey het seizoen ervoor zwaar ten val was gekomen op het circuit van Misano. Rainey hield aan die val een dwarslaesie over en Kevin werd Wereldkampioen. 
Schwantz was beroemd om zijn spectaculaire rijstijl. Tijdens zijn loopbaan won hij 25 Grand Prix, de laatste in Donington Park (Engeland) in 1994. In Assen heeft Kevin Schwantz drie maal de TT gewonnen. In 1993 werd hij wereldkampioen in de 500cc-klasse op een Lucky Strike-Suzuki. 
De wegrace-bond heeft als eerbetoon Kevins vaste startnummer 34 voor hem "gereserveerd" in de 500cc en MotoGP-klasse, zodat geen andere coureur met dat nummer mag starten.

## Statistiek
| Seizoen | Klasse | Motor  | Races | Overw. | Podium | Poles | Ptn | Pos |
| ------- | ------ | ------ | ----- | ------ | ------ | ----- | --- | --- |
| 1986    | 500 cc | Suzuki | 4     | 0      | 0      | 0     | 2   | 22e |
| 1987    | 500 cc | Suzuki | 3     | 0      | 0      | 0     | 11  | 16e |
| 1988    | 500 cc | Suzuki | 14    | 2      | 4      | 0     | 119 | 8e  |
| 1989    | 500 cc | Suzuki | 15    | 6      | 9      | 9     | 162 | 4e  |
| 1990    | 500 cc | Suzuki | 15    | 5      | 10     | 7     | 188 | 2e  |
| 1991    | 500 cc | Suzuki | 14    | 5      | 8      | 5     | 204 | 3e  |
| 1992    | 500 cc | Suzuki | 12    | 1      | 3      | 1     | 99  | 4e  |
| 1993    | 500 cc | Suzuki | 14    | 4      | 11     | 6     | 248 | 1e  |
| 1994    | 500 cc | Suzuki | 11    | 2      | 6      | 1     | 169 | 4e  |
| 1995    | 500 cc | Suzuki | 3     | 0      | 0      | 0     | 34  | 15e |
| Totaal  | Totaal | Totaal | 105   | 25     | 51     | 29    |     |     |